# هيو كرايغ أتكينسون
هيو كرايغ أتكينسون (بالإنجليزية: Hugh Atkinson)‏ هو أمين مكتبة أمريكي، ولد في 27 نوفمبر 1933، وتوفي في 24 أكتوبر 1986.